# Isla Dry
La isla Dry (en inglés: Dry Island) es una de las islas Malvinas. Se encuentra al norte de la isla Gran Malvina y al sureste de la isla Vigía, en la bahía de la Cruzada.